# Dömény József
Dömény József (Bálványos, 1834. június 13. – Nagyberény, 1911. március 21.) magyar költő, tanár, református lelkész.

## Életpályája
1841–1848 között Gyönkön tanult. 1849-ben önkéntes huszár lett a 14. ezredben és 1849. október 4-én, Komáromban letette a fegyvert. Ezután Kecskemétre ment. 1855-ben végezte el tanulmányait; utolsó évben az alsóbb osztályokban tanító is volt. 1856-ban Gyönkön tanított. 1857-ben Kacskovics Sándornál nevelő volt Mocsoládon. 1858. október végén Nagyberénybe rendelték helyettesítőnek, hol 1861-ben rendes lelkész lett. 1869-ben tanácsbíró lett. 1872-ben főjegyzővé s a tanügyi bizottság elnökévé nevezték ki. 1874-ben a külső-somogyi református tanító-egylet tanácsbírája lett. 1874-ben, Kecskeméten kiadta a külsősomogyi református egyházmegye közgyűlésének jegyzőkönyvét. 1875-ben számvevőszéki alelnök lett. 1881-ben, Debrecenben szerkesztette a zsinati Tudósítót. 1882-ben a lelkészi hivatalán kívül minden más egyházi tisztségéről lemondott.

## Családja
Szülei: Dömény József lelkész és Polgár Terézia voltak. Felesége, Munkácsi Vilma (1845–1907) volt.

## Művei
- Költemények. I. kötet (Pest, 1866)
- Zsinati Emlékkönyv a magyarországi reformált egyház 1881. Debreczenben tartott orsz. zsinatán jelenvoltak életrajzaiból (Székesfehérvár, 1882)
- A tűz-, jég- és életbiztosításnak népszerű ismertetése. B. Gyula 1883. (2. kiadás; Székesfehérvár, 1885. (a M. Nép Könyvtára I.)
- Költemények. II. kötet (Veszprém, 1888) (Ism. Vasárn. Ujság 1889. 3. sz. Egyetértés 33. sz.)